# ウォレス・ウィルキンソン
ウォレス・グレン・ウィルキンソン（英: Wallace Glenn Wilkinson、1941年12月12日 - 2002年7月5日）は、アメリカ合衆国の実業家、政治家である。1987年から1991年まで第57代ケンタッキー州知事を務めた。

## 概要
1962年にケンタッキー大学のカレッジを中退し、書店を開業した。この事業は全国レベルの成功を収め、その利益を不動産業・農業・運輸業・金融業・石炭鉱業・建設業に投資して行き、極めて裕福になった。1987年に民主党の州知事候補を選ぶ予備選挙に出馬して混戦になった。選挙戦の大半を通じて対立候補は元知事が2人、現職の副知事という状況で不利だったが、当時無名だった選挙コンサルタント、ジェイムズ・カービルを雇った後に、急上昇を始めた。公約は新税無しであり、州の歳入を上げるための代替手段として宝くじを提案した。ウィルキンソンは予備選挙に勝ち、本選挙でも共和党の対抗馬を破って、政治評論家を驚かせた。
ウィルキンソンは州営宝くじを認める憲法修正を成立させることができた。州の公共教育体系全体が違憲であるというケンタッキー州最高裁判所判決に反応して、かなりの範囲の教育改革法案策定にも貢献した。その知事としての任期は、政治スキャンダルと、州議会との安定しない関係に妨げられた。知事として連続2期目を求めることができるように憲法修正を提案したが、州議会を通らなかった。妻のマーサが後継知事になろうとしたが、支持が集まらずに選挙戦から撤退した。ウィルキンソンは知事の任期が明けた後に、財政的に苦しい時代となった。2001年に一群の債権者に訴えられ、その公判中に、事業を回すためにポンジ・スキーム（投資を呼びかける詐欺の一種）を行っていたことが判明した。同年後半に、ウィルキンソンと妻のマーサが破産を宣告された。2002年、ウィルキンソンは動脈閉塞で入院した。その容態は非ホジキンリンパ腫の再発で複雑になった。2002年7月4日には脳卒中を発し、翌日ウィルキンソン自身のかねてからの遺志により、家族が生命維持を止めた。

## 初期の経歴
1941年12月12日にケンタッキー州リバティ市の南西5マイル (8キロメートル)のケーシー郡の農場で誕生した。父はハーシェル・ウィルキンソン、母はクレオ（旧姓レイ）であり、兄が2人と妹が1人いた。両親は農夫であり、小さな雑貨店も経営していた。ウィルキンソンが4歳のとき、一家はリバティに移転し、そこでウィルキンソンズ・グローサリーを開店した。子供時代には新聞を配達し、通りのスタンドでポップコーンを売り、少年の友達とともに靴磨きパーラーを共同所有した。父と共にトラックの荷台に積んだ商品を売り歩きもした。ウィルキンソンがマーサ・キャロル・スタッフォードと出逢ったのもそのような行商の間であり、マーサの両親も約10マイル (16 km) 離れた所に雑貨店を所有していた。この二人は高校時代に交際を続け、1960年に結婚した。夫妻には1970年生まれのウォレス・グレン・ウィルキンソン・ジュニアと1972年生まれのアンドリュー・スタッフォード・ウィルキンソンという2人の息子が生まれた。
ウィルキンソンはリバティ高校では新人バスケットボール・チームのメンバーだった。それまでの事業で得た利益を使い事業用衣装ダンスを購入したので、上級生のクラスではベストドレッサーの称号を得た。1959年に高校を卒業したが、高校の授業がお粗末だったために、ケンタッキー大学の工学部に入るために必要な単位が無いままだった。スコッツビルで家畜の餌を売り始め、ブラインド工場で働きながら、キャンベルスビル・カレッジで単位を得るための授業を受けた。1962年、レキシントンに移転し、ケンタッキー大学に入学した。学生時代はレキシントンのケネディ書店で働いた。その後、ウィルキンソンと友人2人で金を借り、レキシントンでケンタッキー・ペーパーバック・ギャラリーを開いた。その年後半に大学を離れ、事業に全力を注ぐようになった。当時、ケンタッキー州の高校生は教科書を購入する必要があったが、教科書を買い使用した中古品を売る市場が無かった。ウィルキンソンの事業はこの市場に入り、多いに成功した。

## 冒険的事業
1965年6月に地元株式仲買人が公募増資を通じて開業資金を集めるのを援助してくれた後で、ウォレスの書店を開店した。その時までに、ケンタッキー州はジュリアン・キャロル知事の命令で教科書の無料化法を採用したので、ウィルキンソンはケンタッキー大学で学生にカレッジの教科書を売る業態に変えた。1960年代を通じて、ウィルキンソンはその売り上げについて州消費税を納めることを拒否した。ケネディ書店のオーナーであるジョー・ケネディとウィルキンソンは、大学内の書店が大学によって運営されているために州消費税の免税対象であり、自分達が消費税を払っては競争できないと主張した。1977年に税に関する不服申し立て委員会が、3つの書店は全て州税を払うべきではなかったと裁定したが、この時までに出訴期限法の期限が切れ、3店ともに過去の税を払う必要が無くなった。ウォレスの書店は急速に拡大を続け、28の州で小売店を開き、国内でも最大級の書籍販売社になった。1971年1月にロードアイランド州プロビデンスを本拠とする書店チェーンであるバーンズ・アンド・ノーブルを買収するための資本を得るためさらに株式を発行しようと検討したが、ウォレスの取締役会が会社買収に反対し、その動きを止めた。1977年4月にウォレスの書店が大学教科書新本で歴史上初めてのディスカウントを行うとラジオで宣伝したことに関連して、虚偽広告を問われた。裁判所の審問では、ウィルキンソンが広告内容は真実で無いことを認め、ラジオ広告を止めることを約束し、顧客が払いすぎた金を戻すことに合意した。
ウィルキンソンは書店チェーンの成功により、その利益を不動産開発業・農業・運輸業・金融業・石炭鉱業・建設業に投資して行った。私用飛行機数機を購入し、州内の多様な投資先に対応できるようにして1973年にはウィルキンソン・フライング・サービスを創設して、自分で飛行機を使っていないときでも運用できるようにした。1977年初期にはレキシントンで未完成だったブルーグラス商業会館に投資した後、その年後半にはレキシントン市バイン通りのパーセル・ビルの株式3分の1を購入した。このビルは一部しか使われていなかったが、1976年10月に近くにラップ・アリーナがオープンし、1977年5月に新しくハイアット・ホテルもオープンしたために、価値が上がった。開発業者のドナルドとダドリー・ウェブがこのブロックにバイン・センターを建設する計画を作った。1979年5月までにウィルキンソンがパーセル・ビルに持っている持ち分を除き、そのブロック全ての資産を購入するオプションがあった。ウェブ兄弟はウィルキンソンの求める価格には合せようとせず、ウィルキンソンと共同でバイン・センターを開発する共同会社を作った。ウィルキンソンは最終的に1918年末には自分の持ち分を会社に売却し、少なくとも130万ドルとなった利益を自分の投資に振り向けた。続いて1983年にはレキシントン市とキャピタル・プラザ・ホテルを建設する官民共同会社を結成した。市が300万ドルを出資し、さらに850万ドルのローンを保証して、ウィルキンソンの資本115万ドルを補った。ウィルキンソンの書店がこのホテルの株の95%を所有し、この会社は連邦所得税の資産評価で200万ドル分を保護でき、税額控除40万ドル以上を請求できた。
ウィルキンソンはレキシントンの不動産市場で主役を演じていたものの、そのプライバシーは厳しく保護していた。一時期は新聞が自分の写真を載せることも拒否した。レキシントンのメインストリートとライムストーン通りの角に50階建てワールド・コール・センターを建設する計画を発表したときに、公的プロフィールが掲載されるようになった。それが完成すると、アトランタとシカゴの間では最大のオフィス複合ビルになるはずだった。ウィルキンソンは州内の全ての大手石炭会社がその事務所をこのセンターに移し、国際的な石炭市場の中心になることを期待した。その建設のためにウィルキンソンが歴史あるフェニックス・ホテルを解体した直後に、石炭市場は明らかな静止状態を経験し、提案されたコール・センターが完成したときの空きスペースは、「ウォリーの愚行」とか「ウィルキンソン湖」と揶揄された。1984年、レキシントン市ファイエット郡統合政府がその場所に一時的な市民公園を開発するためにウィルキンソンから用地をリースした。ウィルキンソンは近い将来に提案中のワールド・コール・センターを開発できないであろうことを認め、レキシントン市長のスコッティ・ベイスラーはラップ・アリーナで開催予定の1985年NCAA男子バスケットボール選手権決勝の前にその資産の改良を望んだ。1985年初期、ウィルキンソンは州と統合市郡政府と取引し、公園を維持し公共図書館と駐車場を建設する代わりに、駐車場の上に21階建てアパート複合施設をウィルキンソンが建設することにした。統合市郡政府はこの資産をウィルキンソンから購入することでへたな投資から救い出し、政府が補助する低金利の1,200万ドル抵当でアパートビルを取得させているというような批判が上がった。

## ジェローム・ジャーニガンによる誘拐事件
1984年4月10日、ウィルキンソンはジェローム・ジャーニガンという男に誘拐されたとされた。1977年、ウィルキンソンはジャーニガンに、ベニヤ板を製造し国際的に輸出する会社、ジャーニガン・イクスポート・ティンバーInc.の立ち上げ資金を渡した。この会社は、1980年12月にジャーニガンが会社の経理担当者にしていた妻と離婚したころに消滅した。ジャーニガンの息子ビクターが1982年までウィルキンソンの別の会社で働き続けていた。ウィルキンソンに拠れば、誘拐のまえの数ヶ月間にジャーニガンはウィルキンソンの事務所を何度か訪れ、前の事業でウィルキンソンと取引した際に貸した金を返すよう要求した。ウィルキンソンは、要請された支払額を準備しようとしていたが、4月10日にジャーニガンの要請を断ったとき、ジャーニガンは4ページに及ぶ遺書を示し、続いて拳銃を見せてウィルキンソンに「私は貴方を第一に殺そうとしている」と伝えた。ウィルキンソンはさらにジャーニガンが拳銃を突きつけたまま、ウィルキンソンの所有するフランクフォートのクラウン・プラザ・ホテルに車で行くことを強制したと語った。二人はその夜をホテルで過ごした。その夜のいずれかの時点で、ウィルキンソンはグラスゴーのニュー・ファーマーズ・ナショナル銀行の頭取、ジェイムズ・オルドリッジと連絡を取った。この銀行の株主であるウィルキンソンはオルドリッジにできるだけ早く50万ドルを必要としていると伝えた。翌日、ウィルキンソンとジャーニガンは、ウィルキンソンが所有する別の会社、ウィルキンソン・フライング・サービスが運航する飛行機に乗ってグラスゴーへ飛んだ。ウィルキンソンが従業員に警報を出そうとするならば、ジャーニガンは従業員を殺すと脅したと、ウィルキンソンは後に語った。オルドリッジはグラスゴー市民空港でウィルキンソンが要請した金を持ってウィルキンソンとジャーニガンに会った。彼らが到着したとき、ウィルキンソンはジャーニガンに50万ドルを渡し、無傷で解放された。
ウィルキンソンは解放されると連邦捜査局に連絡し、ジャーニガンは同日にレキシントンで逮捕された。ジャーニガンが逮捕されたとき、拳銃を2丁、手錠を6組、現金40万ドルを所有していた。ジャーニガンは捜査員に、自分とウィルキンソンは昨夜クラウン・プラザに泊まり、以前の事業関係から生じた食い違いを片付ける交渉を行ったと語った。解決条件はウィルキンソンからの現金50万ドルの支払いであり、その一部はジャーニガンが以前行っていたのと類似したベニヤ板輸出事業を新しく立ち上げるためのものだったと主張した。ウィルキンソンはまた車1台、レキシントンの家具付きアパート、月給5,000ドルを支給するはずだった。ジャーニガンはウィルキンソンが50万ドルを払った後、解決策を取り消し、この出会いを犯罪として演じることに決めたと語った。ウィルキンソンはジャーニガンの陳述を否定し、後に回収された現金は、釈放のための身代金としてジャーニガンに要求されたと主張した。
数週間後、ジャーニガンはファイエット郡巡回裁判所にウィルキンソンを逆提訴した。ジャーニガンは損害補償金として5,000万ドルを請求し、自分とウィルキンソンのベニヤ板会社の利益を計算し、その半分を受け取ることも求めた。判事は、犯罪が起こったとされる場所が州の西部地区にあるグラスゴーだったので、審問をルイビルに移すことを命じた。州はジャーニガンを、誘拐と隠蔽武器携行罪で告発したが、連邦法の強要罪が優先されるので取り消した。ジャーニガンの法律相談者からの反対に対し、裁判所はジャーニガンに彼が弁護のために正気であるかあるいは精神的に不能であるかを判断する精神鑑定を行うよう命じた。裁判所が指名した精神鑑定家はジャーニガンに裁判に耐えるだけ有能であると判断し、25,000ドルの保釈金で5月下旬に保釈された。
ジャーニガンは保釈後、逮捕前に住んでいたレキシントンのコンティネンタル・インの部屋に戻った。1984年7月18日、ジャーニガンの息子ランディが部屋で死んでいるジャーニガンを発見した。検視ではジャーニガンが冠動脈アテローム性硬化を患っており、心臓病が公式死因の1つに上げられた。レキシントン警察は犯罪に関連する証拠は無いと判断した。ジャーニガンの元妻はウィルキンソンに対する訴訟を引き継いだが、ファイエット郡巡回裁判所判事は1986年に審判を取り下げる略式判決を下した。

## 政歴
ウィルキンソンはワールド・コール・センターの計画を発表した後、レキシントン市政委員会の会合に顔を出すようになり、その財政上保守的な政治見解を提唱した。ロナルド・レーガンの賞賛者ではあったが、レーガンが自分のように民主党員であってくれたらと言っていた。1979年民主党知事予備選挙では、テリー・マクブレイアーのジョン・Y・ブラウン・ジュニアに対抗する運動に関わるようになった。1981年レキシントン市長選挙では、スコッティ・ベイスラーの重要な資金集め係だったが、レキシントンの実業家の多くはベイスラーの対抗馬を応援した。1983年の民主党知事予備選挙では、ハーベイ・スローンの選挙陣営で財務部長を務めた。スローンが現職副知事マーサ・レイン・コリンズとの接戦で落選すると、共和党候補のジム・バニングが、スローンと、ウィルキンソンを含めその支持者の支持を集めようとした。しかし、ウィルキンソンは1か月間熟慮した後、民主党の選挙人名簿全体を支持した。翌年、ウィルキンソンは元州知事ブラウンの短期間に終わった上院議員選挙を管理した。1987年の州知事選挙に出馬する意思のあったウィルキンソンはブラウンを応援して上院議員にしておけば、州知事選挙の対抗馬の可能性を消すことが出来ると期待したが、ブラウンは健康上の理由で早期に撤退した。ウィルキンソンは様々な選挙戦で働いたことを通じて、政治の分野で競うことを楽しむようになっていた。州議会に働きかけて、銀行界者が州内の複数の銀行を所有できるようにする複数銀行保有会社法を通した。

### 1987年民主党予備選挙
1985年4月、ウィルキンソンは1987年知事選挙に先立って選挙委員会を結成した。ウィルキンソンは州内で比較的知名度が低かったので、最初に出馬表明した候補者となった。この予備選挙には、元州知事であるジョン・Y・ブラウン・ジュニアとジュリアン・キャロルの2人、現職副知事のスティーブ・ベッシャー（後に2007年と2011年の州知事選挙で2期連続当選した）、マーサ・レイン・コリンズ州知事の閣僚であるグラディ・スタンボを合わせ、5人が出馬した。この選挙戦初期ではブラウンが有力候補であり、ウィルキンソンは最下位候補だった。ウィルキンソンは私財で選挙戦を運営し、選挙参謀のダニー・ブリスコーが選挙コンサルタントを雇って、州の浮動票が大規模に集中する地域を攻めるよう提案した。ウィルキンソンは何人か面接した後にジェイムズ・カービルという当時は無名の政治コンサルタントを雇った。カービルは後にビル・クリントンの1992年大統領選挙を取り仕切って成功させた。

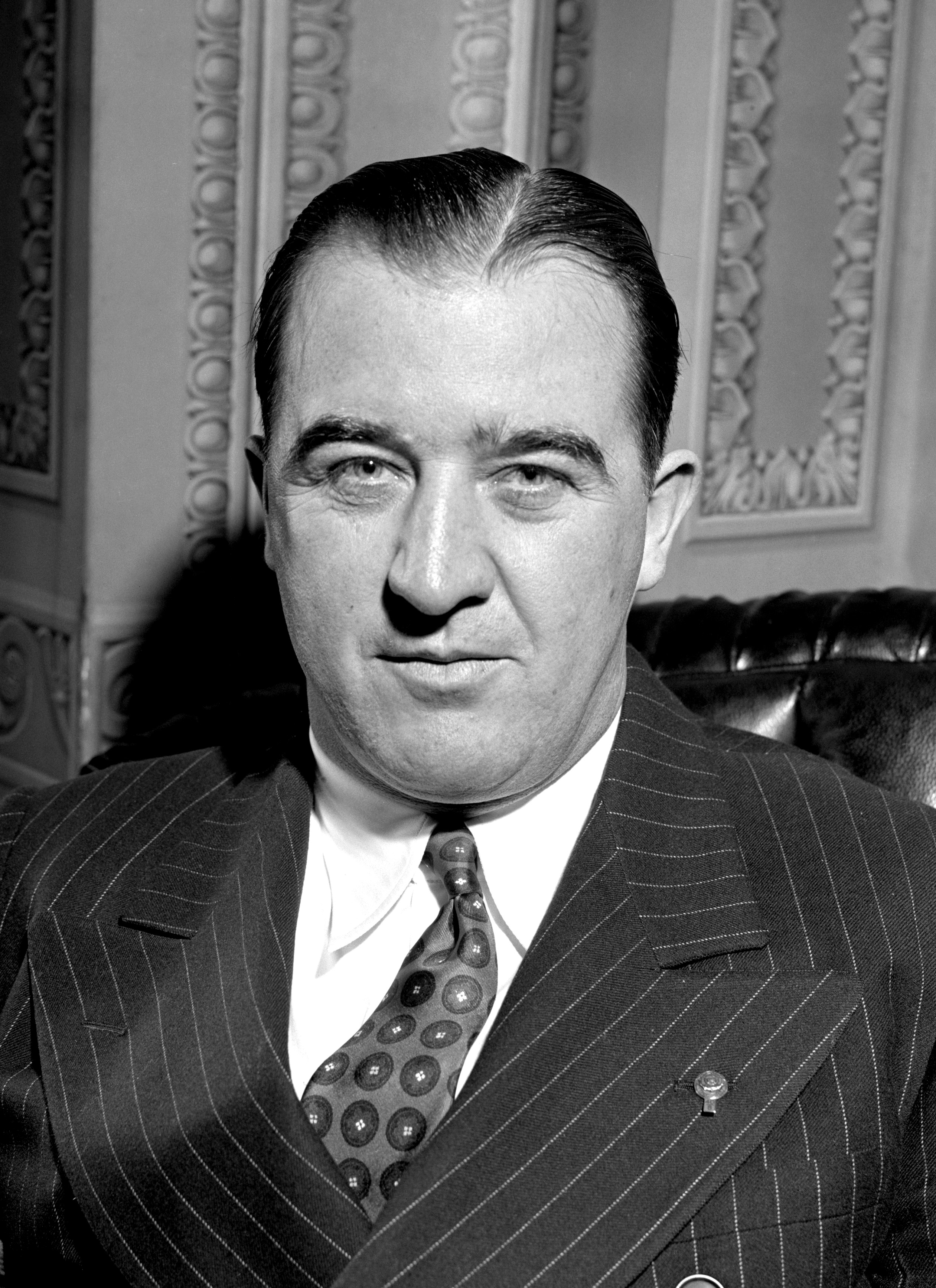
A・B・"ハッピー"・チャンドラー、その支持がウィルキンソンに勢いを与えた

予備選挙で第二位を走っていると見なされたベッシャーは、その選挙運動の多くを使ってブラウンを攻撃し、ブラウンは時間と資源の多くを使ってベッシャーの攻撃に反応した。一方ウィルキンソンは政治の消息通として対抗馬全てを攻撃し、一方で貧乏の中から財政的成功者として立ち上がった自分を宣伝した。現職知事マーサ・レイン・コリンズがトヨタ自動車組立工場を誘致するために提案した包括インセンティブを、ケンタッキー州を「国際的笑い者」にした州の「大きな過ちと恐ろしい取引」だと言った。またブラウンとベッシャーは税を上げるであろうと主張し、自分は高い税金への代案として州営宝くじを提案して、州の金庫に年間7,000万ドルを入れると言った。この提案は州北部で特に人気を上げた。そこの住人は隣接するオハイオ州に行って、州営宝くじを買うことが日常化していた。ウィルキンソンはまた教育全体の改革を提案し、ケンタッキー州の子供達は「学習が問題ではなく、学校に問題があるのだ」と語った。過去2期州知事を務めたA・B・"ハッピー"・チャンドラーがウィルキンソンの支持を表明してさらに選挙戦に拍車をつけた。
4月下旬、世論調査ではブラウンがまだ20%のリードを保っていた。しかし、ベッシャーが世論調査で落ち始めていたので、ウィルキンソンは上昇傾向にあった。メモリアルデイ（5月の最終月曜日）週末までに、2位に上昇していた。ブラウンは投票日の1週間前までほとんどウィルキンソンを無視していたが、ウィルキンソンが州営宝くじで上げると言っていた金額を問題にする広告を打つようになった。開票の結果、ウィルキンソンが総投票数の36%を獲得し、26%のブラウン、18%のベッシャー、12%のスタンボ、6%のキャロルを破って公認指名を勝ち取った。この予備選挙戦全体で、ウィルキンソンは記録破りの400万ドルを使っていた。ケンタッキー州の歴史家トマス・D・クラークは、ウィルキンソンが選挙戦で惜しみなく金を使ったことで、議会が選挙費用改革法を採用することになったと言っている。

### 1987年州知事選挙
ケンタッキー州の有権者登録では民主党が共和党に対して3対1の勢力であり、ウィルキンソンは民主党予備選挙で負け犬になるところだったが、共和党候補、シェパーズビル出身の州下院議員ジョン・ハーパーに対してはかなり優勢だった。共和党予備選挙に向けて準備していたラリー・フォージーが予備選挙前に予想外の撤退を行い、ほとんど無名で資金も無い候補者と言う著しい不利な状況に置かれていた。ハーパーは本選挙のための運動を直ぐに始めたが、ウィルキンソンは資金集めを除いてほとんど公衆の前に姿を現さず、9月の第2週まで来ていた。また現職のマーサ・レイン・コリンズ知事が1985年議会で導いた1億2,500万ドルに昇る教育改革法案の支持を拒否し、ケンタッキー州教育協会の支持を無くした。この協会はハーパーを支持した。歴史上初めて共和党候補を支持したことになったが、副知事選挙では民主党候補のブレレトン・ジョーンズを支持した。
ハーパーはウィルキンソンの宝くじ提案を「不思議の国のアリス」経済だと言って攻撃した。さらにハーパーの運動はウィルキンソンの事業に関連して多くの倫理的問題を取り上げた。ウィルキンソンの義兄弟ゲイリー・スタッフォードはウォレスの書店社長を務めており、違法な盗聴と会社自家用車の走行距離計を巻き戻したことで有罪を言われていた。この会社は追徴課税44,641ドルを言い渡されてもいた。さらに共和党州議長のボブ・ゲイブルは、ウィルキンソンがイタリアの実業家がジャーニガン・イクスポート・ティンバーとの合法取引として不動産業者を装うことでイタリア通貨を輸出することを難しくしている法を回避することを助けたかどうかを問題にした。ゲイブルは民間捜査員を雇用し、この虚偽操作がウィルキンソンの共同経営者ジェローム・ジャーニガンを深く巻き込んでいたことを疑う「実質的理由」があると判断した。このゲイブルの申し立てや捜査で明らかになったことにも拘らず、レキシントン警察当局は捜査を再開するだけの理由が無いと語った。ハーパーは選挙資金集めではかなり遅れをとっており、ウィルキンソンが800万ドルを集めたのに対し、僅か225,000ドルだった。このために十分にメディアを活用して、ウィルキンソンに関する倫理的問題を有権者の心に植え付けることができなかった。ウィルキンソンの運動もハーパーの個人生活を調べ上げ、強盗を働こうとして銃で撃たれて殺されたハーパーの息子に関する情報をメディアにこっそりと流させた。
本選挙ではウィルキンソン504,674 票対ハーパー 273,141 票で圧勝だった。総投票数の65%を確保し、ジュリアン・キャロルが作った62.8%という記録を上回った。投票率が低かったためにケンタッキー州知事選挙での最高得票にはならなかった。また副知事に当選した民主党候補ブレレトン・ジョーンズと比べても数千票少なかった。ケンタッキー州120郡では115郡を制し、キャロルの99郡という記録を破ったが、居住郡のファイエット郡では破れた。選挙後にルイビルのテレビ局が行った世論調査では、有権者の76％が他に候補者が居ればと考えたとのことだった。

### 1988年州議会
ウィルキンソンは公式に知事に就任する前から、その公的な発言が州議会との関係を悪くするものになっていた。当選の2日後、その政策について議会の承認を得るために知事の「フルパワー」を行使するつもりであり、より良い未来のためにケンタッキー州民で作る政治行動委員会を使って、彼に反対する議員を破るために貢献させるという状況の認識を、記者に語っていた。議会はブラウン知事やコリンズ知事の下で次第に知事とは独立するようになっており、「レキシントン・ヘラルド・リーダー」の記者は下院議長のドン・ブランドフォードと上院議長代行のジョン・"エック"・ローズが、最高行政官に権限を戻すことを躊躇するという意見だった。1988年州議会で、ローズは政治行動委員会が個人の1つの選挙に寄付できる金額の上限を4,000ドルとし、委員会には個人が献金できる上限を2,000ドルとする法案を提案した。1か月後、ウィルキンソンは「言い方を誤った」のであり、政治行動委員会は宝くじ修正を通すために使うと意図しただけだと訂正した。知事の約束があったものの、議会はローズの法案を成立させた。
ウィルキンソンと副知事に選ばれたジョーンズは当選後間もなく、緊張関係が持ち上がった。選挙戦中、ジョーンズはマスコミとよりオープンになることについてウィルソンと話をしたと言い、もし当選すれば、ウィルキンソンに対する「イエスマン」にはならないと言ったと報道された。選挙直後の記者会見で、ウィルキンソンは自分の政権でジョーンズがどんな役割を果たすか分からないと発言し、その役割の多くはウィルキンソンの立場全てに合意できないとジョーンズが言ったときに意味したことに依存すると語った。1987年11月下旬、ウィルキンソンは、ジョーンズが政権の農業政策を推進する先頭を切ると発表した。「レキシントン・ヘラルド・リーダー」はこれは政権におけるジョーンズの主要な役割ではなくて、他の具体的役割は与えられていないと報告した。
ケンタッキー州憲法で州営宝くじを禁止する条項を外す修正提案は、1970年代半ばから会期毎に提案されてきたが、ウィルキンソンの当選で新たな動機付けとなり、州議会は1988年会期で必要とされる多数で修正提案を通した。ウィルキンソンの任期中に成立した別の修正条項は、露天掘りをある土地で始める前に土地所有者の承認を必要とすることだった。この修正は実質的に1956年裁判所裁定を覆すものであり、土地の所有者が採掘権を売りながら、地上の構造物の所有権とその他改良の権利を保持することを認める幅広い形態の権利譲渡証書を発行する慣習を否定するものだった。ウィルキンソンが提案した3つ目の修正条項は、選挙で選ばれる州の役人が続けて選ばれるようにするものだった。州知事選挙中に、そのような修正ができても自分への適用は求めないと主張していたが、当選から間もなく、修正条項の中身を変えて、現職を排除しないことにした。この修正は1988年議会でウィルキンソンの最優先事項の1つとなり、それに反対する議員には脅しを掛けた。議員達は任期継続修正条項に、行政府と立法府の力のバランスを保つために、州議会議員の任期を長くすることも含めるよう提案した。ウィルキンソンは、州議会が「クリーンな」任期継続修正条項、すなわちこの修正が有権者によって承認される可能性を損なう可能性のある他の規定とは無縁なものとするよう固執した。州議会下院は修正条項を通したが、上院は修正圧力をかけ続け、毎年議会を開催することと、知事予備選挙でだれも過半数に達しない場合は決選投票を行うことを義務化することを提案した。ウィルキンソンがどちらの提案も拒否すると、上院指導者達は審議に掛けることも拒んだ。ウィルキンソンが選挙中再選を求めないと公約していたのを逆転させたのもその評判を傷つけた。
ウィルキンソンが修正条項を提唱したことで、既に1991年の州知事選挙に出馬する意向を表明していたジョーンズ副知事との関係がさらに悪くなった。会期終了後に、ジョーンズはオーエンズボロの大衆に向かって、ウィルキンソンがその教育政策を通すことに固執して特別会期を招集するならば、州議会はおそらく「それを彼の顔に投げ返す」だろうと語った。これに対してウィルキンソンはジョーンズが「過程を変えることに関わるべきであり、何事にも否定的であるべきではない」と言った。「レキシントン・ヘラルド・リーダー」の社説は政権におけるジョーンズの役割に関する記者会見の約束がまだ果たされておらず、「大半の観測者はそれが開かれることはないだろうと考えている」と述べた。二人の関係はその任期を通じて歪んだままであり続けた。ジョーンズはのちにそれを「恐ろしいこと」と語っていた。

### ケンタッキー州営宝くじの創設
南部バプテスト連盟とユナイテッド・メソジスト教会の指導者達がウィルキンソン政権の修正条項に対する反対運動を行い、州営宝くじに対する反対連合を活動させた。この反対運動にも拘らず、ケンタッキー州民は宝くじ修正条項を1988年11月の住民投票で、賛成694,577 票、反対 446,937 票で可決した。住民投票の後、ウィルキンソンは11月28日に始まる特別会期を招集し、宝くじを実行するための法案を成立させるという声明書に署名した。この招集書はウィルキンソンの宝くじ委員会の推薦に基づく法案を議会が審議するよう求めていた。その推薦には宝くじ理事会の創設と、その理事長と理事は知事が指名し、知事のみが罷免できること、初年の利益を初等教育の計画、高齢者のための計画、さらにはベトナム戦争退役兵の1回きりのボーナスのために均等に割り当てることが含まれていた。議員達は宝くじに関して議会による支配力を強めることに固執し、利益をはっきりと割り当てるのを好まず1990年議会に取っておくことを支持した。また宝くじ理事会が情報公開法の適用を免れるとするのに反対した。
会期が招集された直後に、州議会両院の民主党指導者が、宝くじ基金の割当を支持せず、1990年会期までエスクローに蓄積させるつもりだと宣言した。12月14日、議会は8人の理事による宝くじ理事会を創設し、州知事が指名し他の7人の理事が確認する理事長が主宰するという法案を通して休会になった。理事会の7人の理事は半数を定期的に改選し、知事が指名し、上院が確認することとされた。議会は利益を1990年議会まで蓄積し、その利益の最初の使途はベトナム戦争退役兵の1回きりのボーナスに充てることとした。両院の採決では、上院で32票対5票、下院で92票対6票で可決された。共和党のデイビッド・L・ウィリアムズが提案した各郡が宝くじを販売するか否かを決められる地方オプションなど幾つかの修正は、党の勢力通りの票決で否決された。議会は宝くじに関するウィルキンソンの提案全てを実行しなかったが、それでも「大変良い法だ」と賞賛した。

### 教育改革

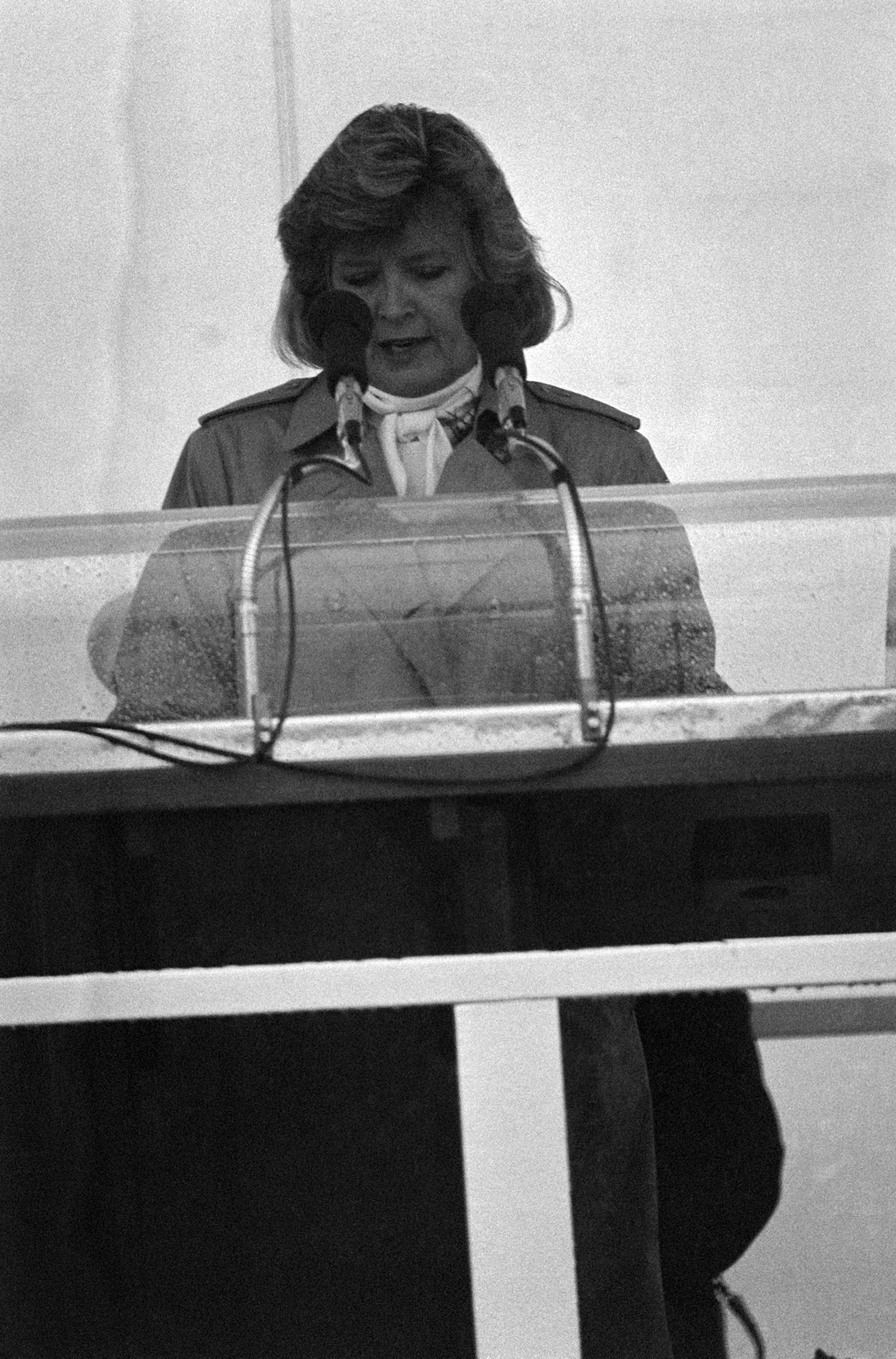
マーサ・レイン・コリンズ、ケンタッキー州の教育制度を改革するための法廷訴訟は前任者コリンズの任期中に始まった

1988年5月31日、フランクリン郡巡回裁判所判事レイ・コーンズが「より良い教育委員会対コリンズ他事件」の判決で、「ケンタッキー州の教育予算の体系は違憲である」と判断した。この訴訟はウィルキンソンの前任者マーサ・レイン・コリンズおよび州政府のメンバー数人に対してなされたものであり、一群の貧しい教育学区が州内全ての教育学区の予算割当を平等化することを求めたものだった。ウィルキンソンは教育推進者であり、コーンズの判断に対してケンタッキー州最高裁判所に控訴されたときも、知事職の弁護を止め、原告側に加わった。控訴審では、ケンタッキー州の公共教育体系全体が違憲であり、議会がそれを改革することを義務づけた。
州議会は公共教育体系の改革はあまりに大きな問題なので、60日間の通常議会で扱いきれないと判断し、ウィルキンソンにこの問題の検討を行うための特別会期を1990年6月に召集するよう求めたが、ウィルキンソンは通常会期のみで解決することに固執し、特別会期を召集しなければならないのであれば、教育体系の改良資金として増税の検討を認めないと言った。ウィルキンソンはタバコや法人に対する増税と、法律、設計、広告サービスに対する消費税免除の取り下げを含む予算案を議会に提出した。議会はその代わりに消費税を6%に上げる手段を好んだ。会期の大半で、ウィルキンソンは一貫して消費税増税に反対し、それを「死んだ問題」だと言い、成立しても拒否権を使うと脅した。1990年3月9日、ウィルキンソンは選挙戦中に約束していた道路改良資金に、6億ドルの債券発行を議会が認めることと引替えに、税制に対する反対を取り下げると発表した。「レキシントン・ヘラルド・リーダー」はこの動きを「驚くべき逆転」と呼び、ウィルキンソンが考えを変えたことについて理由を説明しないと記した。議会とウィルキンソンの間の行き詰まりが解消され、下院議長ドン・ブランドフォードが、会期の残り期間は州予算の承認と、裁判所に義務づけられた教育改革に集中すると発表した。まだ委員会審議段階の法案は採決まで行くことはないと語った。1990年4月11日、議会は州最高裁判所判決に伴うケンタッキー州教育改革法案を成立させた。教育のための予算を増加させることに加えて、成果の上がる手段を義務づけ、学校はそれに見合う責任があるとした。教育者達は、この改革法が国内でも最良の教育改革計画であるとして議会に賞賛を贈った。
ケンタッキー州教育改革法が成立した後であっても、ウィルキンソンと議会の意見の不一致が続いた。道路建設のための6億ドル債券発行は、ウィルキンソンが消費税増税を支持することとの引替えであり、どこに道路を建設するか議会が決定できるという条項を加えるよう修正された。ウィルキンソンはこの法案に拒否権を使うと脅し、債券発行には議会の承認を必要としないと主張したが、最終的に自分の署名無しに法制化させる道を選んだ。ウィルキンソンは議会が通した21の法案に拒否権を使ったが、そのうち13件は覆された。近代の単一会期で、知事の拒否権が覆された数としては最大である。覆された法案の多くは、行政府に対して立法府の権限を強化するための法案だった。議会は同様に行政府に対して立法府の権限を強化するための憲法修正案2件を通過させて有権者の批准を求めた。1つは議会自体が会期を招集する権限を与えられるものであり、憲法では知事に認められた権限だった。これには両院議員の3分の2が請願書に署名するという条件がついた。もう1つは議会の委員会が次の通常会期が再招集されるまで、会期の間に行政府による法制化を差し止めておくことを可能にするものだった。ウィルキンソンはその政治活動委員会を通じてその両案に反対しており、どちらも1990年11月の住民投票で否決された。
ケンタッキー州教育改革法の成立にいたる政治的議論と行動は、ウィルキンソンとジョーンズ副知事の関係を恒久的に破綻させることにもなった。フランクフォートで教員集会があったとき、ウィルキンソンが支持しているよりもさらに多くの教育資金を要求する教師達にジョーンズは同調した。ジョーンズはケンタッキー州会議事堂の外に集まった大衆に対して話しかけることを望んだ。ウィルキンソンは知事である間にジョーンズに対して、大衆に向かって演説するならば、「この事務所に二度と足を踏み入れてはならない」と伝えていた。ジョーンズは教師達に話しかけることでウィルキンソンに抵抗し、ジョーンズの大衆向け新聞編集者ペニー・ミラーに拠れば、その後二度とウィルキンソンの事務所に入ることはなかったとのことである。

### ウィルキンソン政権のその他の事項
ウィルキンソンは州内の経済開発も提唱した。その任期中に、デルタ航空はシンシナティ・ノーザンケンタッキー国際空港（ケンタッキー州内にある）で雇用する人員の数を2倍にした。ウィルキンソンは同社のジェット燃料消費税負担額を年額400万ドルに制限することに合意することで、拡大を確保した。さらにスコット製紙会社がオーエンズボロ近くに工場を開設し、スペインが所有する製鉄会社ノースアメリカン・ステンレスがキャロルトン近くに工場立地を決めた。ウィルキンソンはその任期中に州間教育委員会、南部成長政策委員会、州政府委員会、南部州エネルギー委員会の委員を務めた。1990年の南部知事会議では議長に選ばれ、州間教育委員会の政策優先事項委員会では委員を務めた。
ウィルキンソン政権は倫理的問題で躓き、閣僚数人の告発まで進んだ。ウィルキンソンは知事に当選する前にケンタッキー州検事総長に、フランクフォートのホリデーイン・キャピタル・プラザ・ホテルの所有権について裁定してくれるよう依頼した。その裁定ではウィルキンソンがホテルを売るべきであるとしており、1987年11月、州が規制する会社であるケンタッキー州中央生命保険が820万ドルの負債を含め、1,200万ドルでホテルを買収した。ケンタッキー州中央生命保険は1994年に破産し、清算を命じられた。翌年、ケンタッキー州保険コミッショナのジョージ・ニコラス3世が清算を引き受け、この資産は600万ドルの価値しかないと言ってウィルキンソンを訴えた。フランクリン郡巡回裁判所判事アール・オバノンが、ウィルキンソンはケンタッキー州中央生命保険の財政破綻の責任に知らずに関わったのであり、彼のことばでは「政治に臭い」がしたとしてもであるとして、訴訟を却下した。さらにFBI（ボップトロット作戦）によるケンタッキー州議会の捜査により、ウィルキンソンの私設秘書を務めていた甥のブルース・N・ウィルキンソンに及んだ。ブルースは強要で有罪となり、罰金2万ドルを課され、禁固3年間と宣告された。ウォレス・ウィルキンソンは大陪審で捜査されたが、起訴されることはなかった He vehemently denied any wrongdoing.。
1990年、ウィルキンソンの妻マーサが、1991年の州知事選挙で民主党の公認を求めると発表した。この動きは一般に代理出馬と見られ、夫が2期連続で政権を継続できるようにするものだった。その対抗馬には副知事のジョーンズ、レキシントン市長のスコッティ・ベイスラー、元ケンタッキー州高規格道路支配人のフロイド・G・プアが居た。世論調査ではウィルキンソン夫人にほとんど支持が集まらないことを示しており、1991年5月に指名争いから撤退した。この年の初期に、ウィルキンソンは非ホジキンリンパ腫の限局期と診断されていた。この診断がウィルキンソン夫人の撤退要因の1つにもなった。ミネソタ州ロチェスター市のメイヨー・クリニックで手術を受け、さらにケンタッキー大学で放射線治療を受けた。これらの治療で1993年までに病気の兆候が全てなくなり、医者はウィルキンソンに快復のための良い機会だと伝えた。
ウィルキンソン知事の任期が終わると、自分自身をケンタッキー大学の6年任期である理事に指名した。この人事は前例のないことであり、ウィルキンソンが学長のチャールズ・T・ウェシントン・ジュニアと不和になったために特に議論を呼んだ。怒った議会はその直後にケンタッキー州の公立大学全ての既存理事会を解散し、独立した審査委員会が推薦する3人の候補者の中から知事が各委員を選別することで、再構成することを義務づける法を通した 。ウィルキンソンの跡を継いで知事になったジョーンズは、この法の規定を使ってウィルキンソンを解任し、また大学理事会からの指名者数人も外した。

## その後の人生と死
ウィルキンソンは知事を辞任した後、その事業運営に戻った。1990年代初期、その書店事業を回転させることと、その贅沢な生活様式を支えるために金を借りるようになった。知事としての連続ではない次の1期を務めることへの関心は、ケンタッキー州が州知事選挙に課すことになった公的資金の仕組みによって損なわれたように見えた。1995年、『知事さん、貴方はそれができない』と題する自叙伝を出版した。この本の主テーマは伝統的な知恵と政治的規範に対する彼の蔑視だった。1999年、ネット書店の ECampus.com を始めた。この会社の投資家にはウェンディーズ創設者デイヴ・トマス、ロング・ジョン・シルヴァース創設者ジェイムズ・パターソン、オハイオ州立大学学長のウィリアム・イングリッシュ・カーワンがいた。
2001年2月5日、ウィルキンソンの債権者集団がウィルキンソンの会社を差し押さえさせる訴訟を起こした。それに続く破産手続きの中で、ウィルキンソンはその負債が返済能力を3億ドル上回っていることを認めた。その手続き中、ウィルキンソンが1992年以来破産状態にあることが明らかにされ、しかも債権者から借りた金を利益も出さずに別の債権者に回すポンジ・スキームを行っていたことも明かされた。1991年以降、連邦所得税も払っていなかった。2001年6月の宣誓供述書により、140回以上の自己負罪に対して憲法修正第5条の特権を行使した。ウォレスの書店は3,100万ドル以上で清算され、 ECampus.com は250万ドルで売却された。ウィルキンソンの妻マーサも破産を宣告され、息子達は父によって作られた借金を払うためにその家を売却させられた。この破産手続きの中で、ウィルキンソン家はレキシントン市からフロリダ州ネイプルズに移転した。
レキシントンで宣誓供述していた2002年5月26日、ウィルキンソンは胸に痛みを感じるようになり、セントジョセフ病院に入院した。医師は動脈閉塞と診断し、冠動脈大動脈バイパス移植術の手配を行った。しかし、この手術が行われる前に医師が別のリンパ腫を発見した。ウィルキンソンは科学療法を受け始め、医師が6月4日に腫瘍を除去した。6月26日には生命維持装置に入れられた。7月4日には脳卒中を患った。ウィルキンソンはかねてより家族に、快復の望みが無くなった場合は生命維持を止めるよう指示していた。それに従い、家族は生命維持装置を止めるよう決断し、ウィルキンソンは2002年7月5日に死んだ。当初、ケンタッキー州ニコラスビルのブルーグラス記念庭園に埋葬された。2002年8月その棺はフロリダ州サラソータ市サラソータ記念公園にある鍵付き霊廟に移された。その碑銘には家族が死亡日として2002年7月4日を選んだ。ケンタッキー州リバティ市は市内を通るアメリカ国道127号線バイパスを1987年にウォレス・ウィルキンソン・ブールバードと名付けた。

## 関連図書
- Wilkinson, Wallace Glenn (1995). You Can't Do That, Governor!. Wallace's Publishing Company. ISBN 0-9648058-0-4

| 公職                          | 公職                                    | 公職                        |
| ----------------------------- | --------------------------------------- | --------------------------- |
| 先代 マーサ・レイン・コリンズ | ケンタッキー州知事 1987年–1991年        | 次代 ブレレトン・ジョーンズ |
| 党職                          |                                         |                             |
| 先代 マーサ・レイン・コリンズ | ケンタッキー州知事民主党指名候補 1987年 | 次代 ブレレトン・ジョーンズ |